# Allegro (tåg)

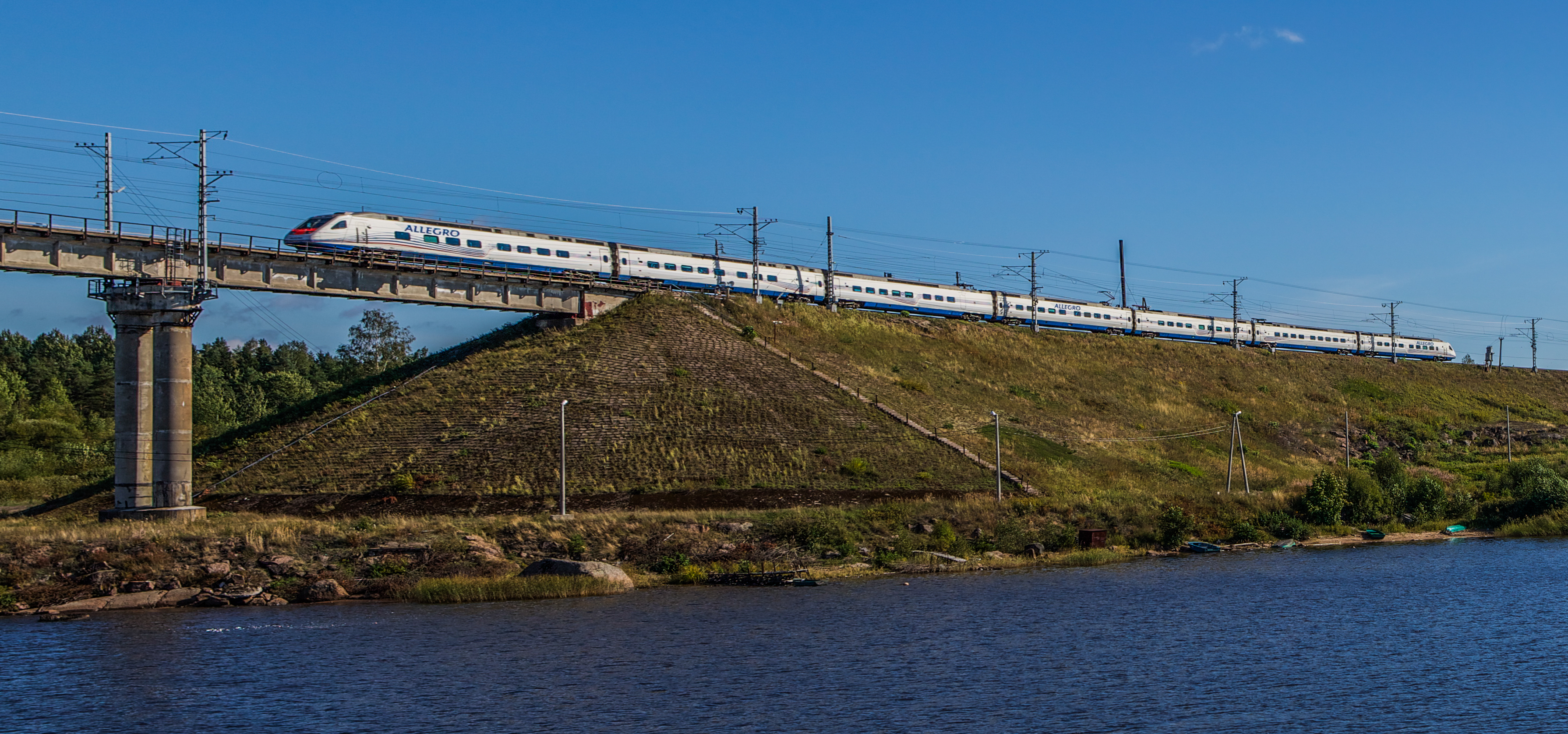
Allegrotåg i Viborg

Allegro var ett höghastighetståg mellan Helsingfors i Finland och Sankt Petersburg i Ryssland, som körde på Riihimäki–Sankt Petersburg-banan. Sträckan var 407 kilometer. 
Tågtrafiken drevs av det finländskt-ryska samriskföretaget Oy Karelian Trains Ltd, som till lika delar ägs av VR-Group Ab och Rysslands järnvägar (Rossijskie zjeleznye dorogi – RZjD). Med införandet av Allegrotågen i december 2010 minskades färdtiden mellan Helsingfors och Sankt Petersburg från 5 1/2 timmar till omkring 3 1/2 och ambitionen var att minska den till tre timmar. Tåg avgick tre gånger per dag i vardera riktningen.
Under det rysk-ukrainska kriget 2022, i samband med de internationella sanktioner som vidtogs mot ryska företag som följd av Rysslands invasion av Ukraina, blev Allegrotågen en viktig kommunikationsväg för människor att lämna Ryssland, efter att europeiskt luftrum stängts för ryska flygplan och ryskt luftrum stängts för europeiska flygplan. Tågtrafiken upprätthölls omedelbart efter sanktionernas införande som den enda stora kollektiva passagerarförbindelsen mellan Ryssland och EU fram till och med den 27 mars, då den lades ned tills vidare. Senare blev det klart att det tills vidare inte var aktuellt att återuppta trafiken.
I december 2023 meddelade VR att de skulle förvärva den rullande materielen för sig själv. Flottan kommer att tas i bruk 2025 i VR:s Finlands fjärrtrafik under namnet Pendolino Plus. De första sträckorna är Helsingfors–Åbo och Helsingfors–Uleåborg.

## Stationer
- Helsingfors centralstation
- Böle järnvägsstation
- Dickursby järnvägsstation
- Lahtis järnvägsstation
- Kouvola järnvägsstation
- Vainikkala
- Viborg
- Finlandsstationen i Sankt Petersburg

Vainikkala på den finländska sidan om gränsen och Viborg på den ryska sidan är speciella stationer: passagerare på tågen i riktning Finland kunde inte stiga av tåget i Viborg, medan de i riktning Ryssland inte kunde stiga av tåget i Vainikkala. 
Finländsk gränskontroll skedde ombord på sträckan Kouvola–Vainikkala och rysk gränskontroll på sträckan Viborg–Sankt Petersburg. För påstigande/avstigande i Vainikkala och Viborg, skedde gränskontroll på respektive järnvägsstation.

## Fordon
Tågtrafikens fyra tågsätt är Alstoms VR-littera Sm6, en efterföljare till Pendolino och tillverkade i Savigliano i Italien. De är 184,8 meter långa och är sammansatta av 25–27,2 meter långa vagnar. Den högsta hastigheten är 220 km/timme och tågen tar omkring 375 passagerare i två klasser.
Den högsta hastigheten på omkring 220 km/timme uppnås på sträckorna Kervo–Lahtis, Dickursby–Luumäki och Viborg–Sankt Petersburg.Tågen har dubbla elektriska system för att kunna köra både på Finlands system med 25 kV 50 Hz växelström och Rysslands system med 3 kV likström.

## Bildgalleri

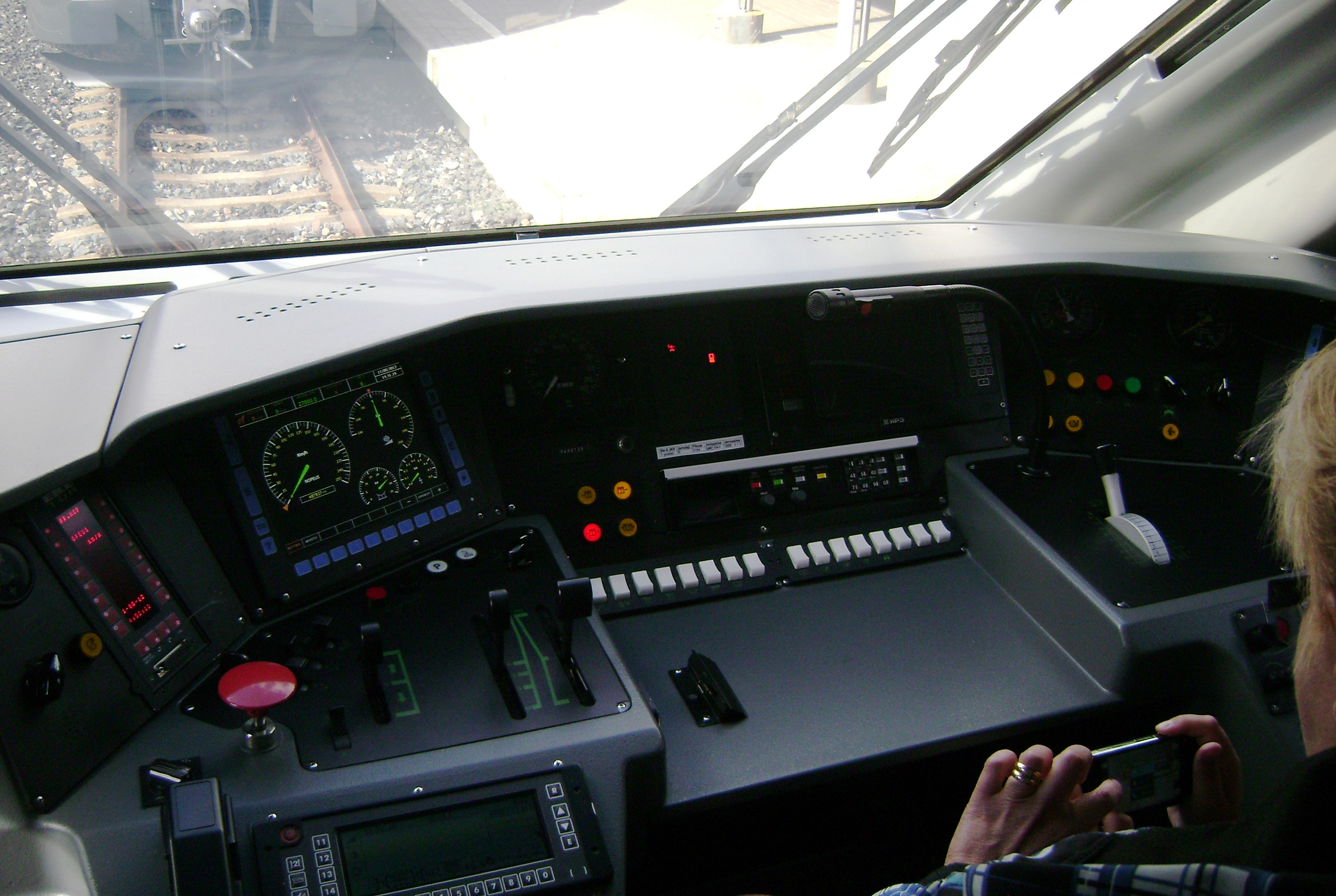
Förarhytt
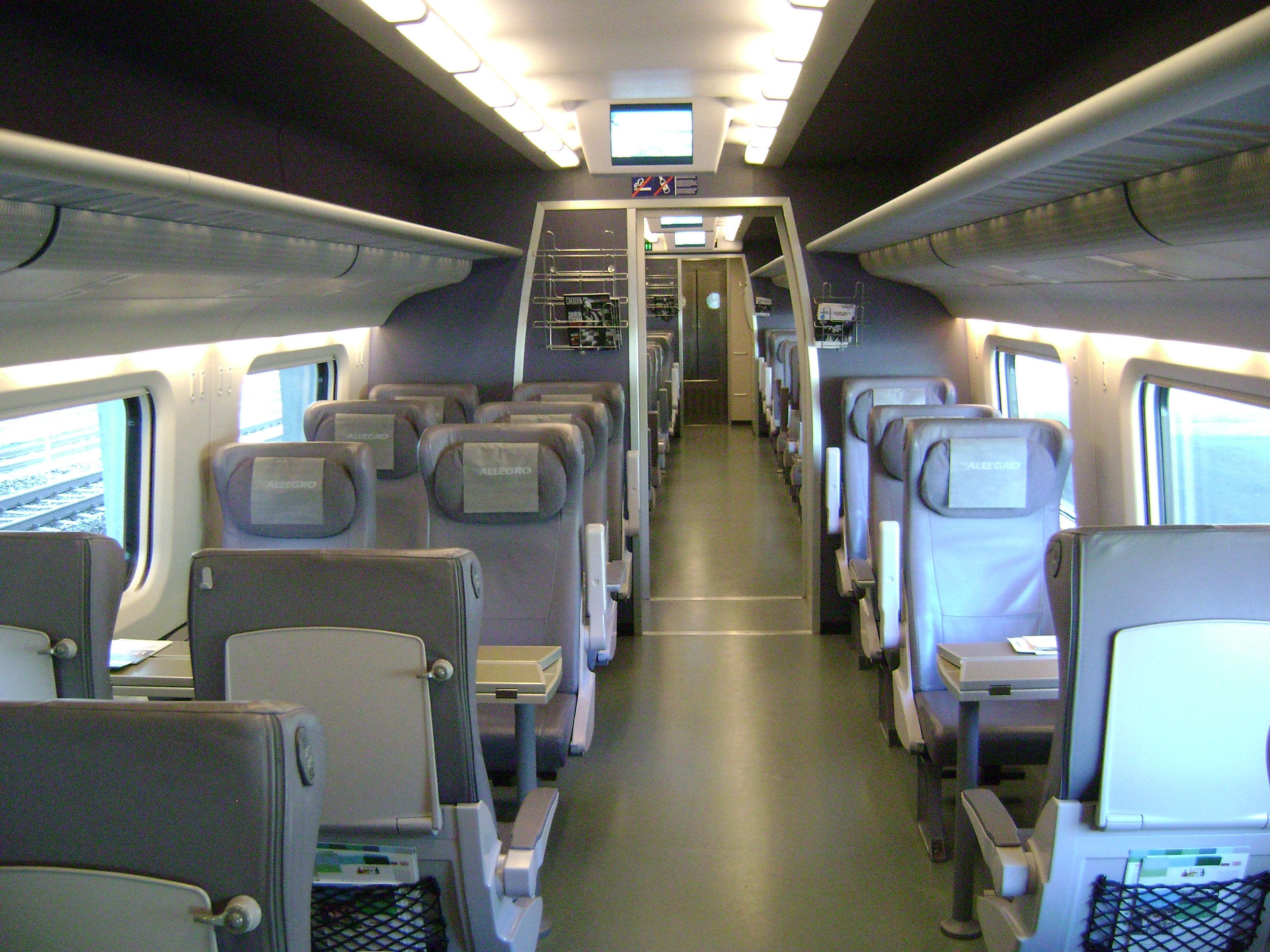
Förstaklasskupé
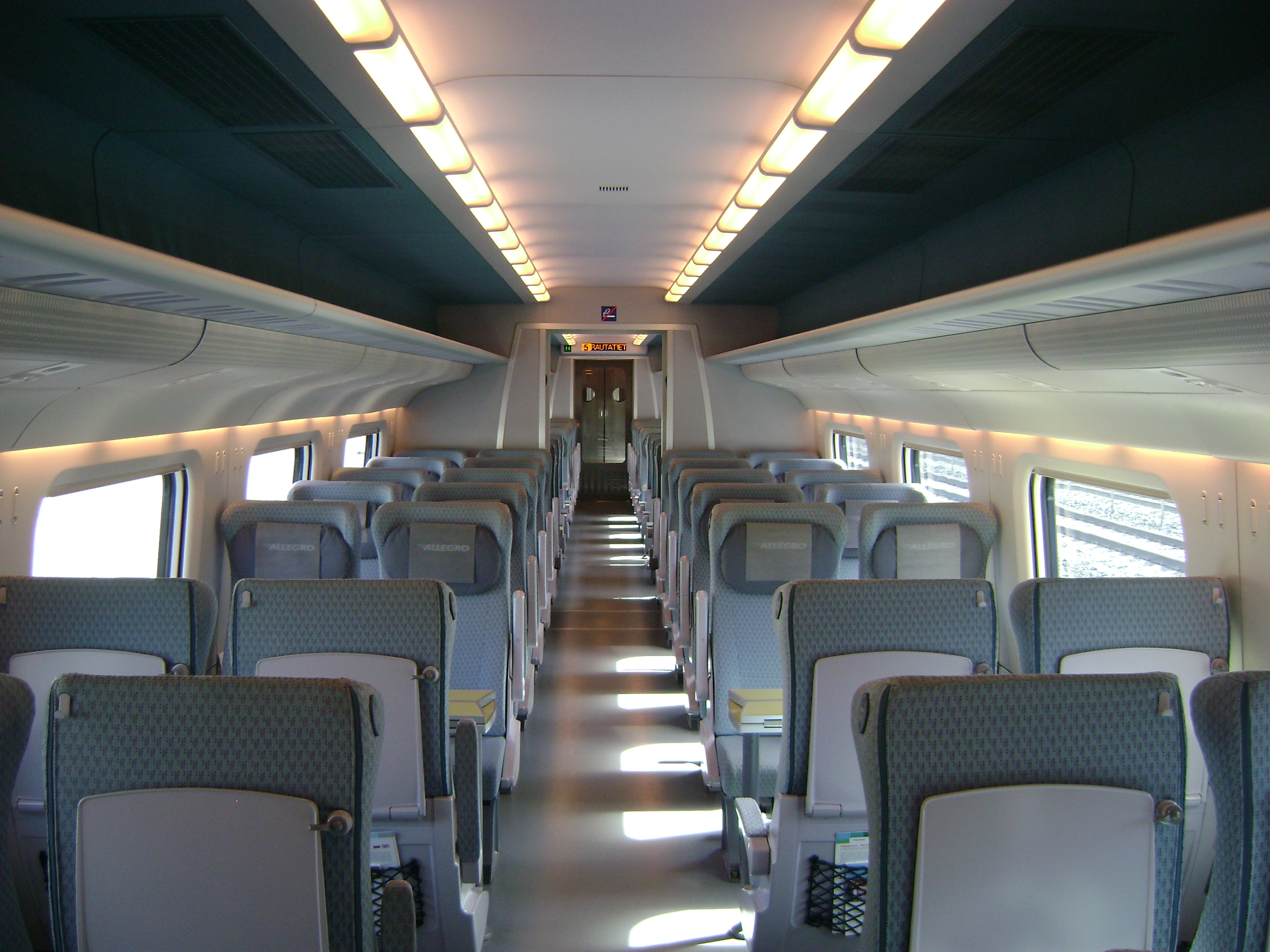
Andraklasskupé
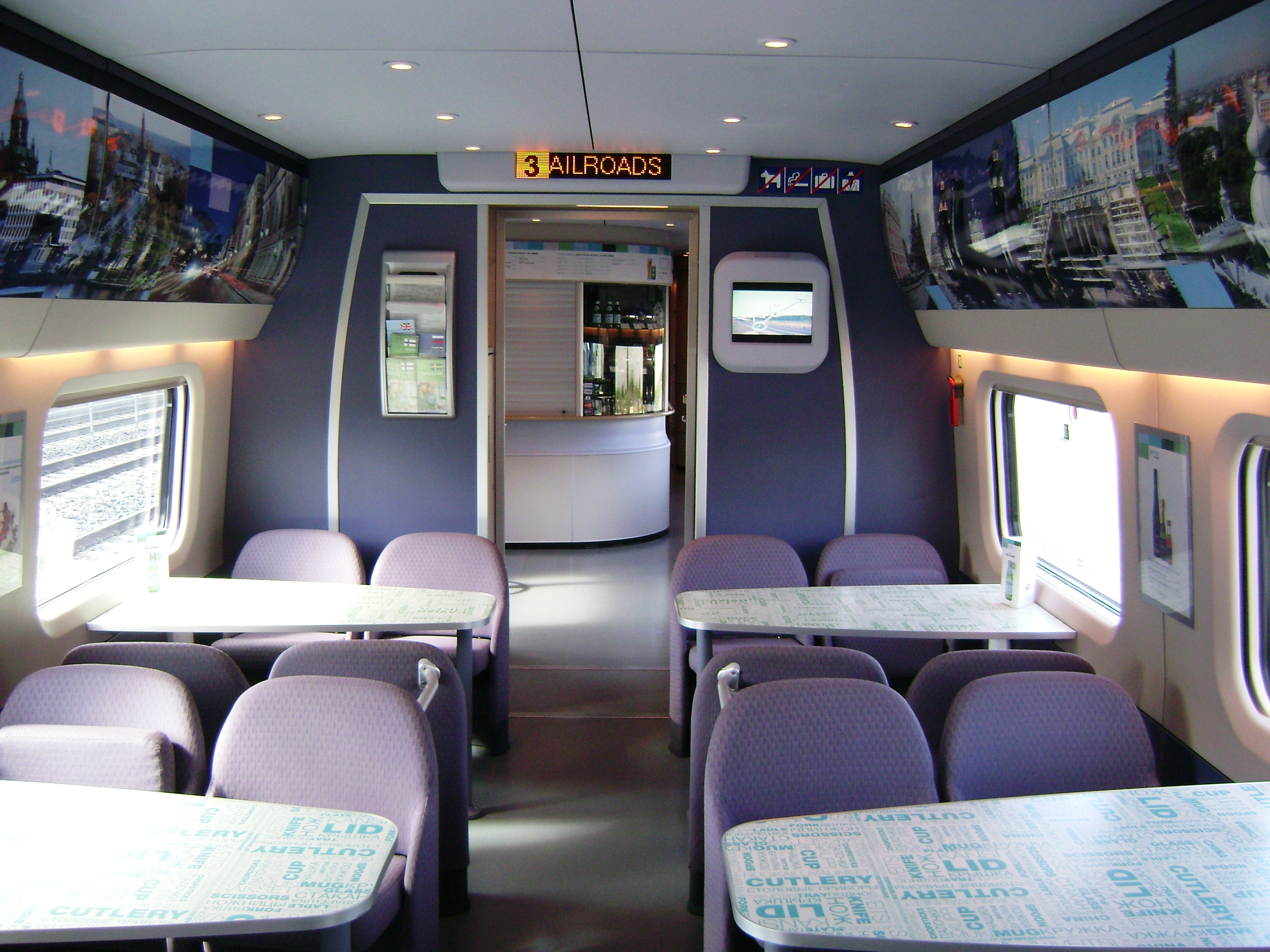
Bistro
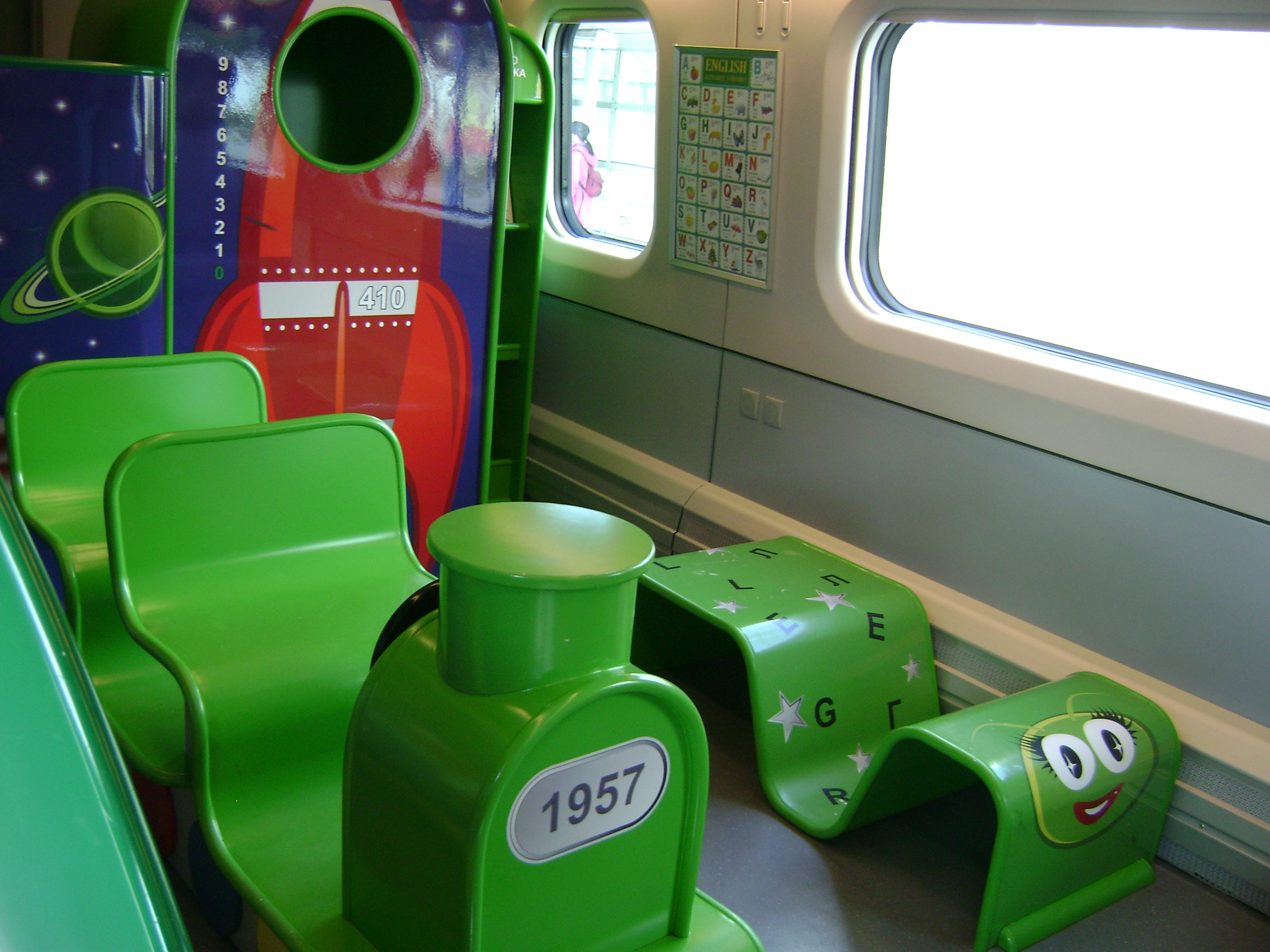
Barnavdelning